# Lycoperdina
Lycoperdina Latreille, 1807, è un genere di Insetti dell'ordine dei Coleotteri (sottordine Polyphaga, famiglia Endomychidae). È diffuso principalmente nella Regione Paleartica, con specie associate a funghi o a materiale organico in decomposizione per il loro regime dietetico micetofago.

## Specie
- L. banatica
- L. bovistae
- L. canariensis
- L. crassicornis
- L. gomerae
- L. humeralis
- L. maritima
- L. penicillata
- L. pulvinata
- L. sanchezi
- L. succinta
- L. validicornis